# Skifting (film)
|  | Denne artikel er oprettet af botten Steenthbot ud fra en ekstern database. Den kan derfor have sproglige fejl eller mangler. Denne skabelon kan fjernes efter kontrol af indholdet. |

Skifting er en dansk kortfilm fra 2021 instrueret af Zinnini Elkington.

## Handling
Moderskabet burde være ren glæde, men Ida er ikke glad. Mens hun kæmper med at knytte et bånd til hendes baby og opretholde facaden for omverden, begynder mørke tanker at manifestere sig, når hun lærer, at hendes baby måske er blevet skiftet ved fødslen.

## Medvirkende
- Emma Sehested Høeg, Mor
- Jakob Femerling Andersen, Far
- Pil Egholm, Rengøringsdame
- Özlem Saglanmak, Sundhedsplejerske
- Anna Bruus Christensen, Troldmor
- Zinnini Elkington, Jordemoder